# Підмосковний буровугільний басейн
Підмоско́вний буровугі́льний басе́йн — буровугільний басейн у межах Ленінградської, Новгородської, Тверської, Смоленської, Московської, Калузької, Тульської і Рязанської областей РФ.

## Історія
Першу шахту в межах басейну закладено 1844 року.

## Характеристика
Вугілля буре, переважає гумусове, запаси сапропелітів незначні. Балансові запаси вугілля 5436 млн т (1900). Басейн розташований у центральній частині Східно-Європейської платформи. Промислова вугленосність пов’язана з кам’яновугільними відкладами. Робочу потужність (понад 1.3 м) мають чотири пласти. Вміст золи у вугіллі близько 31 %, теплота згорання 11 МДж/кг.   На початок XXI ст. ресурси вугілля становлять 15,5 млрд т, придатних для видобутку близько 5 млрд т.
П. в. б. розташований на південному і західному бортах Московської синеклізи Східноєвропейської платформи. Вугленосна піщано-глиниста товща потужністю до 50 м належить до яснополянського надгорізонту нижнього карбону. У ній міститься до 14 пластів і прослоїв вугілля, з яких розробляється зазвичай один, рідше два пласти потужністю 1,5-3,0 м. Вугли бурі технологічної групи Б2, переважно гумусові (з невитриманими прошарками сапропельових), високозольні і з підвищеним вмістом сірки. В середньому по басейну для вугілля характерні такі показники: зміст вологи - 32,5%, зольність - 31%, зміст сірки - 3%, вихід летючих на горючу масу - 46%, теплота згорання на горючу масу - 28,2 Мдж/кг (6750 ккал/кг), нижча теплота згорання робочого палива - 11,4 Мдж/кг (2720 ккал/кг). Родовища є роз'єднаними пластами і лінзообразні поклади складної конфігурації площею 10-120 км²; залягання майже горизонтальне, слабо хвилясте. залягання майже горизонтальне, слабо хвилясте. Розробка родовищ ведеться переважно підземним способом (близько 90% річного видобутку вугілля).

## Технологія розробки
Видобуток ведеться відкритим і шахтним способом.